# Goiânia EC
Der Goiânia Esporte Clube – meist nur kurz Goiânia genannt – ist ein Fußballverein aus Goiânia, der rund 1,2 Millionen Einwohner zählenden Hauptstadt des brasilianischen Bundesstaates Goiás. Der Verein wurde am 5. Juli 1938 ins Leben gerufen und gilt damit als zweitältester Fußballklub der erst 1933 gegründeten Stadt.
Der Verein wird nach seinem brasilienüblichen Maskottchen, einem Hahn, auch oft mit Galo bezeichnet.

## Geschichte
Bei der Erstaustragung des Campeonato Goiano, der Staatsmeisterschaft von Goiás, 1944 musste sich Goiânia noch Atlético Goianiense, dem ältesten Fußballverein des Staates, geschlagen geben. Bis einschließlich 1961, als Vila Nova, ein weiterer Klub aus Goiânia, seinen ersten Titel feiern konnte, machten die beiden Vereine den Titel unter sich aus. Die Weiß-Schwarzen, die Alvinegra, behielten dabei meist die Oberhand und gewann in diesen Jahren zwölfmal die Staatsmeisterschaft, während die Rivalen von Atlético in jener Ära nur vier weitere Titel einsammeln konnten. Danach gewann Goiânia den auch Goianão genannten Staatswettbewerb nur noch 1968 und 1974. 1967 gelang zudem der Sieg im Regionalturnier Copa Brasil Central vor dem traditionellen Rivalen Atlético Goianiense.
Auf nationaler Ebene qualifizierte sich Goiânia zwischen 1975 und 1979 viermal für die Spiele um die 1971 eingeführte Brasilianische Meisterschaft, ohne sich dort aber besonders herauszustellen. 2000 hatte Goiânia die Teilnahmeberechtigung an dem als Copa João Havelange ausgeschriebenen nationalen Meisterschaftswettbewerb, wurde dort aber am Ende nur als 99. in einem Feld von 115 Teilnehmern klassifiziert. Ähnlich ging es dem Traditionsverein aus Goiás bei den beiden Teilnahmen am nationalen Pokalwettbewerb. 1991 kam das Aus bereits in der ersten Runde, während 2001 in der zweiten Runde Corinthians aus São Paulo eine zu hohe Hürde darstellte. Ein Achtungserfolg gelang dem Hahn aus Goiás 1999 bei der Teilnahme an der dritthöchsten nationalen Leistungsstufe, der Série C, als dort der seinerzeit auf einem Tiefpunkt angelangte Traditionsverein Fluminense aus Rio de Janeiro im heimischen Estádio Serra Dourada mit 4:3 besiegt wurde, was aber trotzdem nicht das Erstrundenaus verhinderte.
Auf Staatsebene gelangen Goiânia nur noch drei Vizemeisterschaften zwischen 1975 und 1977 sowie zwei weitere 1984 und 1990. Seit dem Anbeginn der 1990er Jahre ist der Verein aber von einer anhaltenden Krise geprägt. Teilnahmen an der ersten Liga von Goiás wurden zur Ausnahme. 1997 fiel zudem das mittlerweile veraltete vereinseigene Stadion Pedro Ludovico Teixeira, einst das größte des Staates, der Abrissbirne anheim.
Gegen Ende der 1990er Jahre bis in das neue Millennium hinein erlebte die Alvinegra zwar eine kleinere Blüte. Nachdem aber den Abstiegen in die zweite Staatsliga 2003 und 2005 noch jeweils der umgehende Wiederaufstieg folgte ist der Verein seit dem Abstieg als abgeschlagener Tabellenletzter mit nur zwei Siegen aus 17 Spielen 2007 nunmehr scheinbar in der Zweitklassigkeit etabliert. Auch der Zuschauerzuspruch ist nurmehr sehr gering.

## Stadion

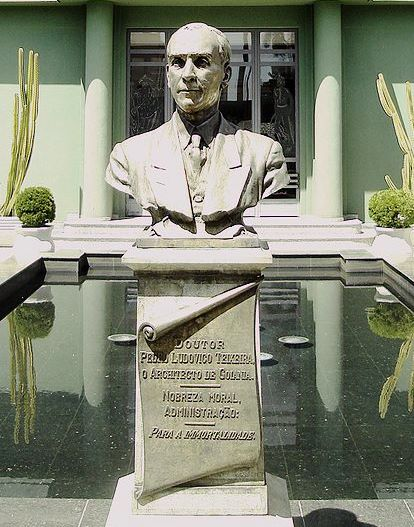
Büste von Pedro Ludovico Teixeira

### Estádio Pedro Ludovico Teixeira
Das vereinseigene Estádio Pedro Ludovico, nach dem Begründer der Stadt Goiânia benannt, war bei seiner Eröffnung in den 1960er Jahren mit einer Kapazität von rund 10.000 Zusehern noch das größte Stadion des Staates. Auf dem Gelände des Stadions befinden sich auch ein Wassersportzentrum und eine vielgenutzte, 5.000 Zuseher fassende Sporthalle.
Das Stadion selbst wurde national bekannt, als es 1987 beim größten Nuklearunfall des Staates als Ort für Kontaminierte und Evakuierte genutzt wurde.
Zwanzig Jahre nach diesem Ereignis wurde das stark veraltete Stadion abgerissen. Die Fertigstellung eines neuen Stadions auf dem Gelände ist noch nicht absehbar.

### Estádio Onésio Brasileiro Alvarenga
Das Stadion des Lokalrivalen Vila Nova FC, das Estádio Onésio Brasileiro Alvarenga, das in der Regel nur kurz OBA genannt wird, ist seither auch die Heimspielstätte von Goiânia. Das Stadion in der Stadtmitte hat eine Kapazität von rund 8.000 Zusehern. Es ist nach Onésio Brasileiro Alvarenga, einem früheren Spieler und Funktionär, der wesentlich zur Professionalisierung von Vila Nova beitrug, benannt.

### Estádio Serra Dourada
Das Estádio Serra Dourada, offiziell Estádio do Governo do Estado de Goiás, ist das größte Stadion von Goiás und gehört der Staatsregierung. Es wurde bis 1975 nach einem Plan des später mit dem Pritzker-Preis ausgezeichneten Architekten Paulo Mendes da Rocha erbaut. Ursprünglich fasste das Stadion rund 80.000 Zuschauer, doch Modernisierungen, erhöhter Komfort und mehr Sicherheit haben die gegenwärtige Kapazität auf 50.000 schrumpfen lassen.
Der Goiânia EC nutzt das Serra Dourada („Goldene Berge“) immer dann, wenn der zu erwartende Zuschauerzuspruch dies rechtfertigt. Auch die Ortskonkurrenten Goiás EC Vila Nova und Atlético Goianiense nutzen das Stadion.
Beim Goiânia EC spricht man auch vom „Fluch des Serra Dourada“, denn seit dessen Eröffnung gewann der einst erfolgsverwöhnte Verein keinerlei Titel mehr.
Das Serra Dourada steht in der Vorauswahl für die Fußball-Weltmeisterschaft 2014.

## Zuschauerrekorde
1. 2. November 1977 - 18.383 - 2:6 gg. CR Vasco da Gama
2. 27. August 1975 - 18.289 - 0:1 gg. SC Internacional (Porto Alegre)
3. 12. September 1976 - 17.792 - 2:4 gg. CR Vasco da Gama
4. 17. September 1975 - 17.566 - 2:1 gg. CR Vasco da Gama
5. 11. August 1975 - 16.914 - 1:3 gg. Goiás EC

Alle Spiele im Serra Dourada.

## Erfolge
Männer
- Staatsmeisterschaft von Goiás: (14 x) 1945, 1946, 1948, 1950, 1951, 1952, 1953, 1954, 1956, 1958, 1959, 1960, 1968, 1974

Frauen
- Staatsmeisterschaft von Goiás: (4 x) 1997, 2001, 2002, 2003